# Troodony
Troodony (Troodontidae) – rodzina teropodów z grupy celurozaurów.

## Pożywienie
Mięsożerne. U niektórych gatunków (Troodon) podejrzewa się wszystkożerność.
Dinozaury te polowały głównie na zwierzęta niewielkie, takie jak ssaki, jaszczurki. Były bardzo zręcznymi i inteligentnymi łowcami, o czym świadczy duży mózg. Uważa się, że dzięki dużym sprawnym oczom, umożliwiającym lokalizację źródła dźwięku uszom, a być może także okrywającym ciało piórom mogły one polować o zmierzchu. Byłoby to dla nich o tyle korzystne, że stałocieplne ssaki najprawdopodobniej wychodziły na żer właśnie nocą. Poza tym był to czas, w którym wielkie dzienne drapieżniki nie stanowiły zagrożenia.
Jednak spotykane m.in. u troodona liczne małe chropowato ząbkowane zęby mogą świadczyć o obecności w diecie także innych niż mięso rodzajów pokarmów. Zazwyczaj spotyka się w ich szczękach jednak niewielkie zęby w kształcie igły, przydatne w polowaniu na małą zdobycz.

## Występowanie
Żyły w późnej jurze i kredzie.

## Odkrycie
Pierwsze szczątki osobnika z tej rodziny odkryto już w 1856.
Za rodzinę teropodów troodonty zostały uznane dopiero w 1954.

## Troodony a ewolucja ptaków
Troodony budową przypominały wczesne ptaki, takie jak Archaeopteryx. Pochodzący z formacji Tioajishan troodont nazwany Anchiornis występował wcześniej niż Archeopteryx. Wskazuje to, że ptaki i inni przedstawiciele kladu Paraves powstali wcześniej niż do tej pory sądzono. Jest to fakt unieważniający tzw. paradoks czasowy.

## Klasyfikacja
Pierwsze skamieniałości przedstawicieli tej rodziny zostały uznane przez Leidy’ego (1865) za należące do jaszczurek. W 1924 Gilmore uznał, że nie są to skamieniałości jaszczurek, tylko dinozaurów. Zaliczył je do dinozaurów ptasiomiednicznych (Ornithischia). W 1969 troodony zostały uznane za należące do kladu Deinonychosauria. Obecnie zazwyczaj umieszcza się je w tej grupie.
Holtz w 1994 na podstawie kilku cech między innymi nadętej puszki mózgowej i dużego otworu w szczęce górnej zaliczył je zdefiniowanego przez siebie kladu Bullatosauria, w którym oprócz troodonów umieścił ornitomimozaury. Cechy miednicy pokazują, że troodony są mniej zaawansowane od dromeozaurów. Jednak ostatnie znaleziska prymitywnych troodonów takich jak Sinovenator czy Mei, które wieloma cechami przypominają dromeozaury i prymitywne ptaki, wskazują, że są one jednak bliżej spokrewnione z ptakami niż z ornitomimozaurami. W takim przypadku większość paleontologów nie uznaje zasadności kladu Bullatosauria. Kladogram opracowany przez Hwanga i innych pokazuje, że archeopteryks jest najbardziej bazalnym przedstawicielem Paraves.

## Opis
Dwunożne, pokryte piórami.
Stosunkowo największy i najlepiej wśród wszystkich gadów rozwinięty mózg, przypominający ptasi. Bardzo duże oczy skierowane do przodu umożliwiające widzenie stereoskopowe, a co za tym idzie, dokładną ocenę odległości. Perfekcyjne były zapewne także uszy, wyróżniające troodony spośród innych teropodów. Były one przystosowane do odbioru dźwięków o niskiej częstotliwości. Co więcej, jeden z otworów usznych (jak u wszystkich gadów brak małżowiny usznej) położony nieco wyżej niż drugi. Jest to cecha spotykana dzisiaj u sów, umożliwiająca im dokładną lokalizację źródła dźwięku.
Kończyny tylne dłuższe niż przednie. Na drugim palcu stopy duży (ale mniejszy niż u dromeozaurów) zakrzywiony szpon, możliwość chowania go i wyciągania.

## Zachowanie i zwyczaje
Przypuszcza się, że troskliwie opiekowały się swoim potomstwem.
Jedno ze znalezisk dowodzi, że dinozaury te sypiały w podobnej pozycji, jak dzisiejsze ptaki.

## Rodzaje
- anchiornis
- borogowia
- byronozaur
- geminiraptor
- Jinfengopteryx
- koparion ?
- Mei
- sinornitoid
- sinowenator
- Talos
- tochizaur
- Troodon
- urbakodon
- zaurornitoid
- elopteryks =?Bradycneme
- Zanabazar